# Святогорка (Кемеровская область)
Святого́рка — деревня в Мариинском районе Кемеровской области. Входит в состав Сусловского сельского поселения.

## История
Основана в 1895 г. В 1926 году село Святогорское состояло из 239 хозяйств, основное население — русские. В административном отношении являлось центром Святогорского сельсовета Сусловского района Ачинского округа Сибирского края.

## Население
| 1926 | 2002 | 2010 |
| ---- | ---- | ---- |
| 1336 | ↘53  | ↘39  |